# MOSFET

MOSFET mostrant els seus terminals; porta (gate), cos (body), font (source) i drenador (drain) terminals. La porta està separada del cos per una capa d'aïllant elèctric (òxid).

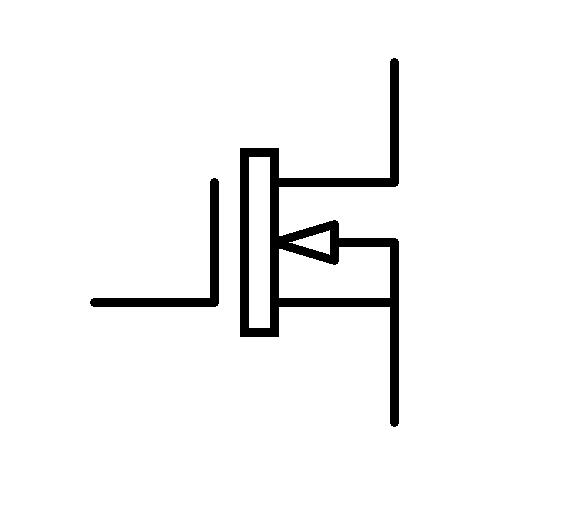
Transistor MOSFET d'empobriment canal N.

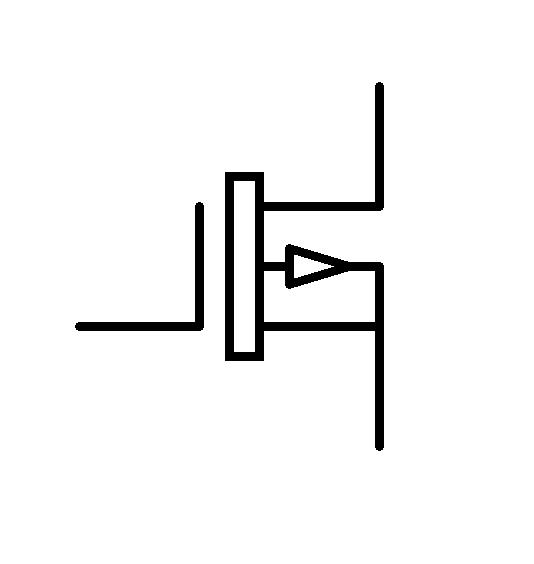
Transistor MOSFET d'empobriment canal P.

 MOSFET  és l'acrònim de l'anglès  metal-oxide-semiconductor field-effect transistor  (transistor d'efecte de camp metall-semiconductor). Consisteix en un transistor d'efecte de camp basat en l'estructura MOS. És el transistor més utilitzat en la indústria microelectrònica. Pràcticament la totalitat dels circuits integrats d'ús comercial són basats en transistors MOSFET.

## Història
Va ser ideat teòricament per l'austrohongarès Julius von Edgar Lilienfeld el 1930, encara que a causa de problemes de caràcter tecnològic i el desconeixement sobre com es comporten els electrons sobre la superfície del semiconductor no es van poder fabricar fins a dècades més tard. En concret, perquè aquest tipus de dispositius pugui funcionar correctament, la intercara entre el substrat dopat i l'aïllant ha de ser perfectament llisa i el més lliure de defectes possible. Això és una cosa que només es va poder aconseguir més tard, amb el desenvolupament de la tecnologia del silici.
El 1926 J. Lilienfeld patentà l'esquema d'un «dispositiu per controlar el flux d'un corrent elèctric entre dos terminals d'un sòlid elèctricament conductor, mitjançant l'establiment d'un tercer potencial entre els anteriors terminals».
El mateix Lilienfeld va anar millorant la seva estructura i li va afegir una capa d'aïllant entre el contacte modulador i el material conductor. Amb aquesta modificació nasqué el que posteriorment s'anomenaria MOSFET (Metal Oxide Semiconductor Field-Effect Transistor), on a partir de la utilització d'una estructura capacitiva es pot modular la concentració de portadors majoritaris d'un material semiconductor, que és l'anomenat efecte de camp. Ara bé, les dificultats tècniques que suposava la fabricació d'aquest dispositiu el posaven fora de l'abast dels coneixements de l'època. En aquells moments, degut a la càrrega atrapada als estats superficials de l'aïllant el camp elèctric s'apantallava impedint que penetrés en l'interior del semiconductor i no pogués ser observat l'efecte de camp. En els posteriors anys es desenvolupà paral·lelament una altra tecnologia, la BJT(Bipolar Junction Transistor) que adquiriria una gran predominança en les següents dècades.
No va ser fins que el 1959 Atalla descobrí que en els dispositius basats en l'estructura MOS amb la presència d'una capa d'òxid com a aïllant s'aconseguia reduir la densitat d'estats superficials en el dielèctric a un nivell tal que l'efecte de camp a l'interior del semiconductor podia ésser observat. Més tard (1960) el mateix Atalla proposà l'estructura MOSFET, i juntament amb D. Khang el fabricà per primer cop amb el SiO₂ com a dielèctric. La figura mostra l'esquema bàsic d'un transistor MOS, on es millorava l'estat de càrrega a l'interior de la capa de SiO₂ i a la interfície Si/SiO₂. D'aquesta manera es va poder aconseguir que mitjançant l'aplicació d'una tensió a la porta es moduli el pas de corrent entre drenador i font.
A finals dels anys 1960 l'electrònica era basada en la tecnologia BJT. Ara bé, gràcies als avenços realitzats en la tecnologia MOS la tendència va anar variant, fins que aquesta es va acabar imposant i avui dia és la referència en el món microelectrònic. La principal raó per aquest canvi és que la tecnologia MOS aconsegueix un gran nombre d'avantatges enfront de la tecnologia BJT:

## Funcionament

Corbes característica i de sortida d'un transistor MOSFET d'acumulació canal n.

Corbes característica i de sortida d'un transistor MOSFET d'deplexión canal n.

Un transistor MOSFET consisteix en un substrat de material semiconductor dopat en el qual, mitjançant tècniques de difusió de dopants, es creen dues illes de tipus oposat separades per una àrea sobre la qual es fa créixer una capa de dielèctric culminada per una capa de conductor. Els transistors MOSFET es divideixen en dos tipus fonamentals depenent de com s'hagi realitzat el dopatge:
- Tipus  nMOS : Substrat de tipus  p  i difusions de tipus  n .

- Tipus  pMOS : Substrat de tipus  n  i difusions de tipus  p .

Les àrees de difusió es denominen  font  (source) i  drenador  (drain), i el conductor entre ells és la porta (gate).
El transistor MOSFET té tres estats de funcionament:

### Estat de tall
Quan la tensió de la porta és idèntica a la del substrat, el MOSFET està en estat de no conducció: cap corrent flueix entre font i drenador. També es diu mosfet als aïllats per juntura de dos components.

### Conducció lineal
En polaritzar la porta amb una tensió negativa (nMOS) o positiva (pMOS), es crea una regió de
deplexión a la regió que separa la font i el drenador. Si aquesta tensió creix prou, apareixeran portadors
minoritaris (electrons en pMOS, buits en nMOS) a la regió de deplexión que donaran lloc a un canal de conducció.
El transistor passa llavors a estat de conducció, de manera que una diferència de potencial entre font i drenador donarà
lloc a un corrent. El transistor es comporta com una resistència controlada per la tensió de porta.

### Saturació
Quan la tensió entre drenador i font supera cert límit, el canal de conducció sota la porta pateix un estrangulament a la rodalia del drenador i desapareix. El corrent entre font i drenador no s'interromp, ja que és a causa del camp elèctric entre ambdós, però es fa independent de la diferència de potencial entre els dos terminals.

### Models matemàtics
- Per a un MOSFET de canal induït tipus n en la seva regió lineal:

{\displaystyle I_{D(Act)}=K[(V_{GS}-V_{T})V_{DS}-{\frac {V_{DS}^{2}}{2}}]}
on {\displaystyle K={\frac {b\mu _{n}\epsilon }{LW}}} on b és l'ample del canal, {\displaystyle \mu _{n}} la mobilitat dels electrons, {\displaystyle \epsilon } és la permitivitat elèctrica de la capa d'òxid, L la longitud del canal i W el gruix de capa d'òxid.
- Quan el transistor opera a la regió de saturació, la fórmula passa a ser la següent:

{\displaystyle I_{D(Sat)}={\frac {K+1}{K_{0}}}(V_{GS}-V_{T})^{2}}
Aquestes fórmules són un model senzill de funcionament dels transistors MOSFET, però no tenen en compte un bon nombre d'efectes de segon ordre, com per exemple:
- Saturació de velocitat: La relació entre la tensió de porta i el corrent de drenador no creix cuadráticamente en transistors de canal curt.
- Efecte cos o efecte substrat: La tensió entre font i substrat modifica la tensió llindar que dona lloc al canal de conducció
- Modulació de longitud de canal.

## Característiques
- Una alta impedància d'entrada (107 - 1012Ω) fent que sigui millor per a les etapes d'entrada d'amplificadors multietapa. Aquesta elevada impedància d'entrada permet treballar als circuits fabricats amb aquesta tecnologia com a elements d'emmagatzematge.
- Els transistors MOS són poc sensibles a la radiació com els BJT.
- Els MOSFETs estan autoaïllats.
- Algunes configuracions, com la CMOS (Complementary MOS), redueixen molt el consum d'energia i milloren els resultats.
- És una tecnologia fàcil de fabricar. Es poden realitzar més dispositius en un sol xip, degut a l'increment de la densitat d'empaquetament. Ocupen un menor espai, afavorint així una major producció. Aquest fet, sobretot per les aplicacions de tipus digital, és molt important i per això degut a la preponderància avui en dia del món digital ha fet que aquesta tecnologia s'hagi acabat imposant.

## Avantatges vs. transistors bipolars
Diversos avantatges sobre els transistors bipolars fan que la principal aplicació dels MOSFET estigui en els circuits integrats, p-rem, n hem de i c-rem, a causa de :
- Consum en mode estàtic molt baix.
- Grandària molt inferior al transistor bipolar (actualment de l'ordre de mitja micra).
- Gran capacitat d'integració per la seva reduïda grandària.
- Funcionament per tensió, són controlats per voltatge pel que tenen una impedencia d'entrada molt alta. La intensitat que circula per la porta és de l'ordre dels nanoampers.
- Els circuits digitals realitzats amb MOSFET no necessiten resistències, amb l'estalvi de superfície que comporta.
- La velocitat de commutació és molt alta, sent de l'ordre dels nanosegons.
- Cada vegada es troben més en aplicacions en els convertidors d'alta freqüències i baixa potència.

## Aplicacions
La forma més habitual d'utilitzar transistors MOSFET és en circuits de tipus CMOS, consistents en l'ús de transistors pMOS i nMOS complementaris. Vegeu Tecnologia CMOS
Les aplicacions de MOSFET discrets més comuns són:
- Resistència controlada per tensió.
- Circuits de commutació de potència (HEXFET, FREDFET, etc.).
- Mescladors de freqüència, amb MOSFET de doble porta.

## Escalat del dispositiu MOS
L'avanç de la indústria microelectrònica ha comportat la fabricació de dispositius i circuits cada cop més ràpids, amb un menor consum de potència i on les dimensions han anat reduint-se progressivament. D'aquesta manera, s'ha intentat integrar cada cop més transistors en una menor àrea. El 1965 Gordon Moore, director de la "Fairchild semiconductor" va fer la següent predicció: "la complexitat dels circuits integrats es doblarà cada any i mig" que es coneix com la llei de Moore.
La indústria microelectrònica ha intentat seguir aquesta tendència. Així, ha anat augmentant progressivament el nombre de transistors que formen part dels microprocessadors i com es preveu que seguirà augmentant en el futur.
Ara bé, per poder continuar la reducció de les dimensions pronosticada per Moore, va ser important la teoria de l'escalat proposada per R.H. Dennard (1974), qui va establir unes regles, que es mostren a la taula, a partir de les quals es disminueixen les dimensions d'un transistor MOS optimitzat, sense que es degradin les seves característiques.
| Paràmetres transistor                    | Camp elèctric constant | Velocitat portadors no saturada* | Velocitat portadors saturada* |
| ---------------------------------------- | ---------------------- | -------------------------------- | ----------------------------- |
| Dimensions lineals                       | 1/α                    | 1/α                              | 1/α                           |
| Potencials                               | 1/α                    | ε/α                              | ε/α                           |
| Concentració impureses                   | α                      | εα                               | εα                            |
| Intensitat camp elèctric                 | 1                      | ε                                | ε                             |
| Capacitats                               | 1/α                    | 1/α                              | 1/α                           |
| Corrent drenador                         | 1/α                    | ε²/α                             | ε/α                           |
| Potència                                 | 1/α²                   | ε³/α²                            | ε²/α²                         |
| Densitat de potència                     | 1                      | ε³                               | ε³                            |
| Retard de porta                          | 1/α²                   | 1/αε                             | 1/α                           |
| Producte potència x retard               | 1/α³                   | ε²/α³                            | ε²/α³                         |
| Resistència interconnexió                | α                      | α                                | α                             |
| Densitat de corrent                      | α                      | αε²                              | αε                            |
| Constant de temps per unitat de longitud | 1                      | 1                                | 1                             |

Segons la teoria de l'escalat de Dennard, per aconseguir dur a terme l'escalat sense malmetre el funcionament del dispositiu s'haurà d'aplicar el paràmetre alfa (α) que fa referència al factor de reducció de les dimensions físiques. El paràmetre èpsilon (ε) serà el que indica el factor de disminució de les tensions.
Una altra opció recent per la millora de les prestacions dels dispositius MOS és la tecnologia SOI (Silicon On Insulator), on hi ha un gran volum de línies d'investigació obertes. La principal característica d'aquesta tecnologia és que el transport de portadors té lloc en una capa de Silici de gruix molt reduït, que es troba aïllada del substrat mitjançant un òxid enterrat. En els últims anys, les millores obtingudes en la fabricació d'oblies de tipus SOI han permès que els transistors MOSFET fabricats en elles assoleixin elevades prestacions (tant en el món digital com en l'analògic) pel que fa a velocitat de commutació.
Per altra banda, els requeriments de l'escalat pel futur de la tecnologia MOS venen marcats pel International Technology Roadmap for Semiconductors (ITRS), que representa el consens de les companyies de semiconductors més importants sobre les necessitats tecnològiques futures. Actualment l'escalat en dimensions dels MOSFETs està comportant diferents reptes. En l'edició del ITRS del 2005, l'última disponible, s'afirma que per a l'any 2011 es requeriran dielèctrics amb una capacitat que sigui equivalent a la que presenta el SiO₂ de 7.5Å, però sense els inconvenients que presenta l'òxid de Silici per gruixos tant prims. Així doncs, com a possibles modificacions o millores estan la fabricació d'estructures avançades en la tecnologia SOI i els dispositius de múltiples portes com els FINFETs. També s'estan dedicant grans esforços a l'estudi de materials amb una constant dielèctrica major a la del SiO₂ per evitar els problemes que presenta el SiO₂ amb l'escalat en dimensions. Ara bé, aquesta possible substitució del material dielèctric ha provocat l'aparició de nous problemes, com per exemple, que sigui de major rellevància l'estudi de portes metàl·liques, ja que s'han observat algunes incompatibilitats entre el poli-Silici de la porta i els materials d'alta constant dielèctrica (high-K).

## Limitacions elèctriques del SiO₂
Actualment, l'electrònica d'altes prestacions usa MOSFETs amb un gruix d'òxid de porta per sota dels 2nm. Tot i així, l'ús de capes ultra-primes de SiO₂ com a dielèctric de porta en estructures MOS comporta una sèrie de problemes que han estat objecte de molts estudis en l'àmbit de l'electrònica. Els principals són: l'elevat corrent que circula pel dielèctric, la reducció de la fiabilitat, la penetració del Bor i la necessitat de fer créixer capes extremadament uniformes. A continuació s'explicarà breument en què consisteixen aquests inconvenients.
Quan es treballava amb gruixos de SiO₂ relativament elevats (>10nm) l'òxid de Silici no presentava aquests problemes, degut, sobretot, a la seva gran alçada de barrera i a la baixa densitat de defectes. Però quan es treballa amb capes més primes (< 3nm) no es manté aquesta situació, ja que a les tensions normals d'operació es té un corrent que circula pel dielèctric inacceptablement alt. Aquest corrent s'anomena corrent de fuites i augmenta exponencialment a mesura que es disminueix el gruix del dielèctric, provocant que el consum del circuit s'elevi fins a nivells intolerables pel seu correcte funcionament.
Un altre factor important a tenir en compte és el temps de vida o fiabilitat dels dispositius amb capes ultra primes de SiO₂, sobretot quan es treballa amb gruixos de 2nm. Alguns grups d'investigació han predit que les capes d'òxid de Silici amb un gruix menor de 2.2nm no compliran els criteris de fiabilitat requerits per la indústria. En qualsevol cas, per gruixos al voltant de 1nm la probabilitat estadística de la formació d'un camí de conducció entre el substrat i porta redueix la fiabilitat a nivells inacceptables.
Tecnològicament parlant un aspecte molt important és la difusió del Bor des del terminal de porta fins al substrat. La seva penetració a través de les capes ultra-primes produirà inestabilitats en el funcionament dels dispositius.
Un altre inconvenient a considerar és la uniformitat de la capa del dielèctric, ja que la rugositat de les interfícies provoca que per gruixos que comencen a ser crítics, en alguns punts aquesta capa d'òxid sigui encara més prima. Això provoca que en aquestes zones s'incrementi la probabilitat d'aparició de defectes afavorint la pèrdua de les propietats aïllants de l'òxid.

## High-K
Per tal de seguir les prediccions del ITRS referents a la reducció del gruix del dielèctric de porta, s'ha de resoldre el problema de la pèrdua de propietats aïllants que es presenta amb l'escalat de dimensions del SiO₂. Així, una possible solució seria substituir l'òxid de Silici per un altre material amb una constant dielèctrica més gran (materials high-K). Amb la seva introducció, com que té una constant dielèctrica (K) major s'aconseguirà un valor de capacitat igual, però amb un gruix físic més gran. Això permetrà reduir el corrent de fuites que tant preocupa. Per altra banda, amb el canvi de material no s'hauria de veure modificat el procés de fabricació, permeten així a la indústria mantenir els procediments establerts. En aquest sentit, el ITRS prediu en el seu darrer informe que la implementació dels materials high-K, evitant així els problemes que presenten el SiO₂ amb l'escalat de dimensions, serà necessari per a l'any 2008.
De materials amb una alta constant dielèctrica n'hi ha molts. Diversos estudis indiquen que els més ben posicionats, fins al moment, són l'òxid de Zirconi (ZrO₂) i l'òxid d'Hafni (HfO₂). D'entre ells, el HfO₂, que serà l'utilitzat en aquesta memòria, sembla que està més ben posicionat, ja que presenta una millor estabilitat i mobilitat. Per la seva banda, el ZrO₂ és lleugerament inestable i pot reaccionar amb el Silici formant un silicat.
En aquest sentit, el HfO2 és un material high-K ben conegut pel món de l'electrònica des de fa dècades. Ara bé, els treballs sobre l'aplicació del HfO2 com a dielèctric de porta es remunten ja a finals de la dècada dels 70, però els gruixos amb què es treballava aleshores (2000 – 3000Å) no el feien aprofitable per a la indústria electrònica. Però, més recentment s'han assolit gruixos ultra-prims i això ha permès la seva utilització com a dielèctric. En els diferents treballs realitzats s'ha arribat a la conclusió que s'està davant d'un possible substitut del SiO₂. Ara bé, com en tot estudi electrònic, la pèrdua de les propietats aïllants del dielèctric és un punt clau, d'aquí que també estigui sent un tema d'estudi important.
Degut al procés de fabricació del dielèctric (etapa de deposició), en el punt de contacte entre el high-K i el Silici del substrat apareix una capa interficial de SiO₂, que creix incontroladament, ja que no es pot determinar quin gruix tindrà, perdent així tot possible control sobre el gruix final del dielèctric. Actualment, la capa de SiO₂ que apareix a la interfície high-K / Si es fa créixer de forma controlada donant lloc a un dielèctric format per una capa de material high-K i una altra capa ultra-prima de SiO₂ (que no arriba a 2nm). Aquesta estructura es coneix amb el nom de "stack". Encara queda molt per investigar d'aquests nous materials dielèctrics i en concret de l'efecte d'aquesta capa interficial de SiO₂ en les prestacions de fiabilitat del dielèctric.